# 10370 Hylonome
10370 Hylonome (/haɪˈlɒnəmiː/; từ tiếng Hy Lạp: ‘Υλονομη) là một hành tinh nhỏ trong hệ Mặt Trời có quỹ đạo ngoài hệ Mặt Trời. Nó thuộc lớp các thiên thể đóng băng được gọi là centaur, với một quỹ đạo cắt ngang quỹ đạo của Sao Hải Vương và của Sao Thiên Vương. Nó được phát hiện vào ngày 27 tháng 2 năm 1995.
10370 Hylonome được đặt tên theo Hylonome, một nữ nhân mã trong Thần thoại Hy Lạp.
Quan sát này được thực hiện qua ánh sáng hồng ngoại bởi Kính viễn vọng không gian Spitzer cho thấy đường kính của 70 km (43 mi) cộng hoặc trừ 20 km (50 tới 90 km đường kính), hoặc bán kính 35 km.

## Quỹ đạo
Quỹ đạo của các hành tinh vi hình centaur là bị nhiễu loạn bởi các hành tinh khổng lồ. Hiện nay Sao Thiên Vương kiểm soát điểm trong quỹ đạo của Hylonome và Sao Hải Vương thì kiểm soát điểm viễn nhật của nó. Người ta ước tính nó có một quỹ đạo tương đối lâu dài với khoảng 6,37 triệu năm. Trong năm 3478, Hylonome sẽ vượt qua trong khoảng ~85Gm so với Sao Thiên Vương và bán trục lớn của nó sẽ được giảm xuống thành 23,5 AU.